# Mozodiel del Camino
Mozodiel del Camino es una entidad de población española, hoy día despoblada, del municipio de Monterrubio de Armuña, perteneciente a la provincia de Salamanca, en la comunidad autónoma de Castilla y León.

## Historia
Hacia mediados del siglo XIX, el lugar, ya por entonces perteneciente al municipio de Monterrubio de Armuña, tenía contabilizada una población de 9 habitantes. Aparece descrito en el undécimo volumen del Diccionario geográfico-estadístico-histórico de España y sus posesiones de Ultramar de Pascual Madoz con las siguientes palabras:

MOZODIEL DEL CAMINO: alq. en la prov. y part. jud. de Salamanca, térm. jurisd. de Monterrubio de Armuña. pobl.: 2 vec., 9 alm.
(Madoz, 1848, p. 667)

En 2023, la entidad singular de población de Mozodiel del Camino tenía empadronados 0 habitantes.